# Фрејзер (Монтана)
Фрејзер (енгл. Frazer) насељено је место без административног статуса у америчкој савезној држави Монтана.

## Демографија
По попису из 2010. године број становника је 362, што је 90 (-19,9%) становника мање него 2000. године.
| Група             | 2000.     | 2010.     |
| Белци             | 32 (7,1%) | 13 (3,6%) |
| Афроамериканци    | 0 (0,0%)  | 0 (0,0%)  |
| Азијати           | 0 (0,0%)  | 0 (0,0%)  |
| Хиспаноамериканци | 2 (0,4%)  | 7 (1,9%)  |
| Укупно            | 452       | 362       |